# Francisco Javier Abad

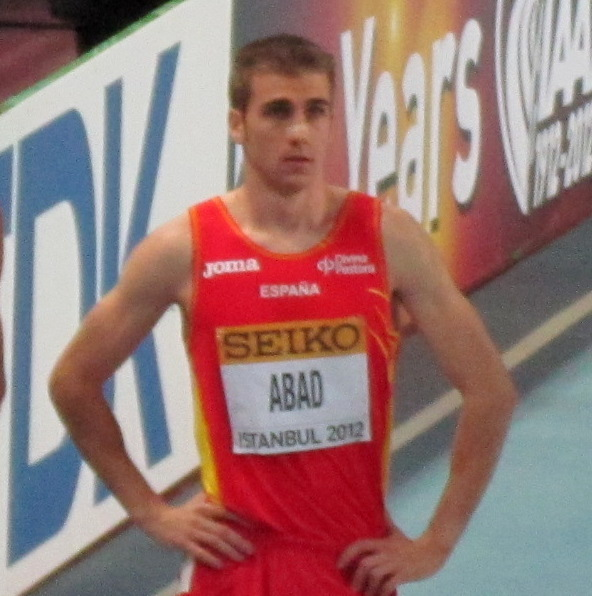
Francisco Abad bei den Hallenweltmeisterschaften 2012

Francisco Javier Abad Sebastián (* 18. August 1981 in Burgos) ist ein spanischer Mittelstreckenläufer.
Er vertrat sein Land 2011 beim DecaNation. 2012 wurde er über 1500 m spanischer Hallenmeister und Achter bei den Hallenweltmeisterschaften in Istanbul.
Francisco Javier Abad ist 1,83 m groß und wiegt 63 kg. Er startet für Playas de Castellón und wird von Enrique Pascual trainiert.

## Persönliche Bestzeiten
- 1500 m: 3:35,55 min, 13. September 2011, Zagreb
  - Halle: 3:39,90 min, 4. Februar 2012 Saragossa
- 3000 m: 7:53,15 min, 12. Juni 2011, Straßburg
  - Halle: 7:53,16 min, 27. Februar 2010, Valencia